# 西尾邑次
西尾 邑次（にしお ゆうじ、1921年2月19日 - 2013年7月23日）は、日本の政治家。鳥取県知事。東京高等農林学校（現東京農工大学）卒業。

## 経歴
- 1921年（大正10年）2月19日 - 鳥取県西伯郡東長田村(現在の南部町)で生まれる。
- 1947年（昭和22年）4月 - 鳥取県庁入庁。その後、企画部長や総務部長、副知事を歴任。
- 1983年（昭和58年）4月13日 - 鳥取県知事に就任。
- 1999年（平成11年）4月11日 - 鳥取県知事を退任。
- 2000年（平成12年）4月29日 - 勲二等旭日重光章を受章。
- 2013年（平成25年）7月23日 - 肺炎のため鳥取市内の病院で死去。92歳没[1]。